# Лозовое (Белгородский район)
Лозово́е, до ВОВ Лозова́я — село в Белгородском районе Белгородской области. Входит в состав Яснозоренского сельского поселения.

## География
Изначально слобода была расположена на левом берегу реки Липец (Липчик); после заполнения водохранилища находится на левом (западном) его берегу недалеко от районного центра — Майского.
Часовой пояс
Село Лозовое, как и вся Белгородская область, находится в часовой зоне МСК (московское время). Смещение применяемого времени относительно UTC составляет +3:00.

## История
- Основана как слобода Лозовая в 18 веке.
- В 1940 году, перед ВОВ, в Лозовой, расположенной тогда на левом, восточном берегу реки Липец (Липчин, Липчик), было 85 дворов.[1]
- В 1940 в соседнем селе Васьковка, расположенном на противоположном, правом берегу Липчика, было 36 дворов и школа.[6]
- В 1940 в соседнем селе (бывшем хуторе) Варишкин (Воришкин), расположенном ниже по течению Липчика на его правом (западном) берегу, были 32 двора, ветряная мельница и колхозная пасека.[7]
- После ВОВ сёла Васьковка и хутор Варишкин вошли в состав села Лозовое.
- При заполнении построенного Лозовского водохранилища большая (прибрежная) часть Васьковки и Варишкина была затоплена.

## Население
| 2002 | 2010 |
| ---- | ---- |
| 60   | ↗66  |